# Kamieńczyce (województwo małopolskie)
Kamieńczyce – wieś w Polsce położona w województwie małopolskim, w powiecie miechowskim, w gminie Miechów.
Wieś położona w końcu XVI wieku w powiecie ksiąskim województwa krakowskiego była własnością klasztoru bożogrobców w Miechowie. W latach 1975–1998 miejscowość administracyjnie należała do województwa kieleckiego.
Przez Kamieńczyce płyną dwie rzeki: Szreniawa i Gołczanka. Gołczanka w Kamieńczycach wpływa do Szreniawy.